# Charo
 María del Rosario Mercedes Pilar Martínez Molina Baeza, znana jako Charo (ur. 13 marca 1941 w Murcji) – amerykańska modelka, aktorka, piosenkarka i tancerka pochodzenia hiszpańskiego.

## Biografia
María del Rosario Mercedes Pilar Martínez Molina Baeza urodziła się w hiszpańskiej Murcji. Jako dziecko pobierała lekcje nauki gry na gitarze klasycznej u samego Andreasa Segovii. W młodości wyemigrowała do Stanów Zjednoczonych, gdzie na połowę lat 60. datuje się początek jej kariery. W 1964 rozpoczęła występy sceniczne jako piosenkarka i tancerka repertuaru latynoamerykańskiego w grupie znanego muzyka kubańskiego pochodzenia Xaviera Cugat. Dwa lata później, pomimo czterdziestoletniej różnicy wieku, wyszła za niego za mąż. To właśnie Xavier dzięki swoim koneksjom otworzył Marii „drzwi do kariery”. To on również, ze względu na długość jej nazwiska, stworzył pseudonim „Charo”. W połowie lat 60. Charo rozpoczęła regularne występy w telewizji – w autorskich programach typu talk-show (prowadzonych przez m.in. Eda Sullivana, Dana Rowana i Dicka Martina, Carol Burnett, Harveya Kormana, Johnny'ego Carsona) i serialach TV. W tym samym okresie zadebiutowała także w filmie (New Friendship – 1963). Szczyt jej kariery przypadł na lata 70., kiedy to u boku znanych aktorów i postaci show-biznesu (Frank Sinatra, Ray Charles, Dean Martin) występowała w wielu popularnych programach scenicznych i telewizyjnych oraz serialach, a także prowadziła własny talk-show (The Charo Show). Również w tym okresie wydała najwięcej płyt. Jej aktywność zawodowa osłabła w latach 80., kiedy to po urodzeniu syna poświęciła się życiu rodzinnemu. Jej gwiazda rozbłysła ponownie w połowie lat 90. dzięki kolejnej płycie (Guitar Passion z 1994, wysoko lokowanej na liście przebojów muzyki latynoamerykańskiej w USA) oraz dzięki występom w telewizyjnym reality show The Surreal Life. W ciągu swojej kilkudziesięcioletniej kariery nagrała 6 albumów i 12 singli (te ostatnie głównie w języku hiszpańskim) oraz wystąpiła w blisko 40 serialach i show telewizyjnych oraz kilkunastu filmach. Najczęściej były to epizody, w których grała samą siebie – to jest Charo. Wielokrotnie gościła w znanych programach telewizyjnych, m.in.: Good Morning America, RuPaul’s Drag Race, The Tonight Show oraz autorskich show, w których prowadzącymi byli Oprah Winfrey, Kelly Ripa, Ryan Seacrest, RuPaul, Sharon Osbourne i in. Dwukrotnie była uczestnikiem amerykańskiej wersji Tańca z gwiazdami – gościnnie w 2010 roku i jako uczestniczka w 2017 (24 edycja), kiedy to wraz z południowoafrykańskim tancerzem Keo Motsepe dotarli do 11 miejsca. Pomimo wieku, wciąż pozostaje aktywna zawodowo, występując głównie na „szklanym ekranie” i w różnego rodzaju imprezach artystycznych.

### Życie prywatne
W 1966 roku poślubiła Xaviera Cugata, z którym rozwiodła się w 1978 roku. Związek ten był bezdzietny. W tym samym roku poślubiła producenta telewizyjnego Kjella Rastena, z którym przeżyła w udanym związku 41 lat, aż do jego samobójczej śmierci w 2019 roku. Owocem tego związku jest syn Shel Rasten (ur. 1981) – aktor i piosenkarz.
W 1977 przyjęła amerykańskie obywatelstwo.

## Dyskografia

### Albumy
- 1977 – Cuchi-Cuchi
- 1978 – Olé Olé
- 1981 – Bailando con Charo
- 1994 – Guitar Passion
- 1997 – Gusto
- 2005 – Charo and Guitar

### Single
- 1976 – La Salsa
- 1977 – Dance A Little Bit Closer
- 1978 – Mommy, Where's Santa Claus?
- 1978 – Olé Olé
- 1979 – Sha Na Na
- 1979 – Stay with Me
- 1979 – Hot Love
- 1981 – La Mojada
- 2003 – Prisionera De Tu Amor
- 2008 – España Cañi
- 2011 – Sexy Sexy
- 2013 – Dance a Little Bit Closer

## Filmografia (wybór)
- 1963 – New Friendship (Charo Baeza)
- 1967 – The Big Mouth (meksykańska pokojówka)
- 1969 – The Joey Bishop Show (samą siebie)
- 1970 – Elvis: Tak to jest (samą siebie)
- 1972 – Ironside – (tancerka)
- 1979 – Port lotniczy ’79 (Margarita)
- 1981-84 – Fantastyczna wyspa (Dolores DeMercia/Maria Diaz/Dolores DeMercia)
- 1982-87 – Statek miłości (April Lopez/Lupe Zapata De Vega Valdez)
- 1985 – Jeffersonowie (samą siebie)
- 1988 – Dyktator z Paradoru (madame Loop)
- 1994 – Calineczka (pani Ropucha)
- 2000 – Różowe lata siedemdziesiąte (samą siebie)
- 2006 – Chappelle’s Show (samą siebie)
- 2009, 2016 – RuPaul’s Drag Race (samą siebie)
- 2010 – Suite Life: Nie ma to jak statek (samą siebie)
- 2006 – Las Vegas (samą siebie)
- 2013 – Nie zadzieraj z zołzą spod 23 (samą siebie)
- 2015 – Bąbelkowy świat gupików (Señora Ribitina)
- 2015 – Hell’s Kitchen (samą siebie)
- 2016 – Jane the Virgin (samą siebie)